# Minfeld
Minfeld là một đô thị thuộc huyện Germersheim, bang Rheinland-Pfalz, phía tây nước Đức. Đô thị Minfeld có diện tích 8,41 km², dân số thời điểm ngày 31 tháng 12 năm 2006 là 1584 người.

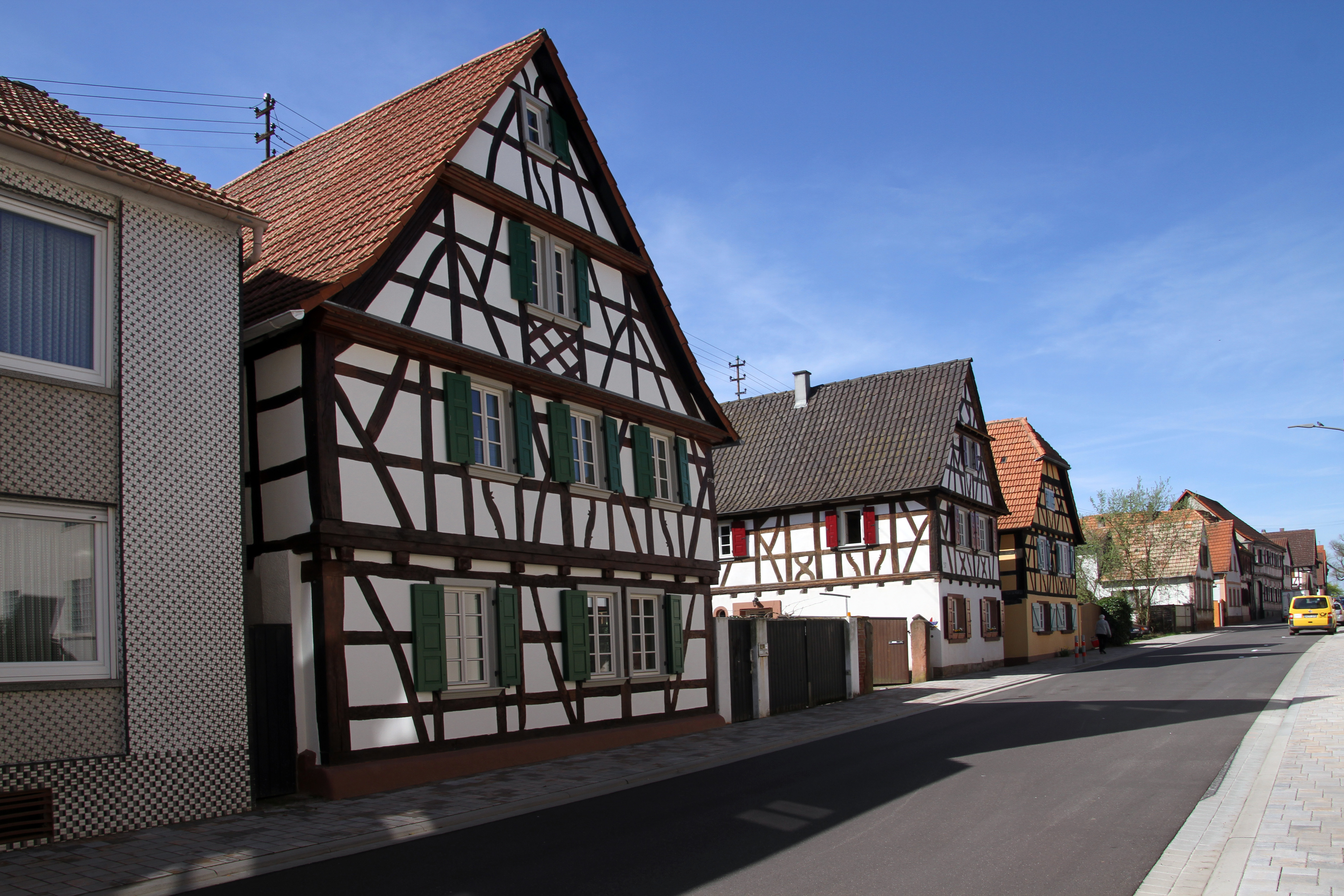
Route principale
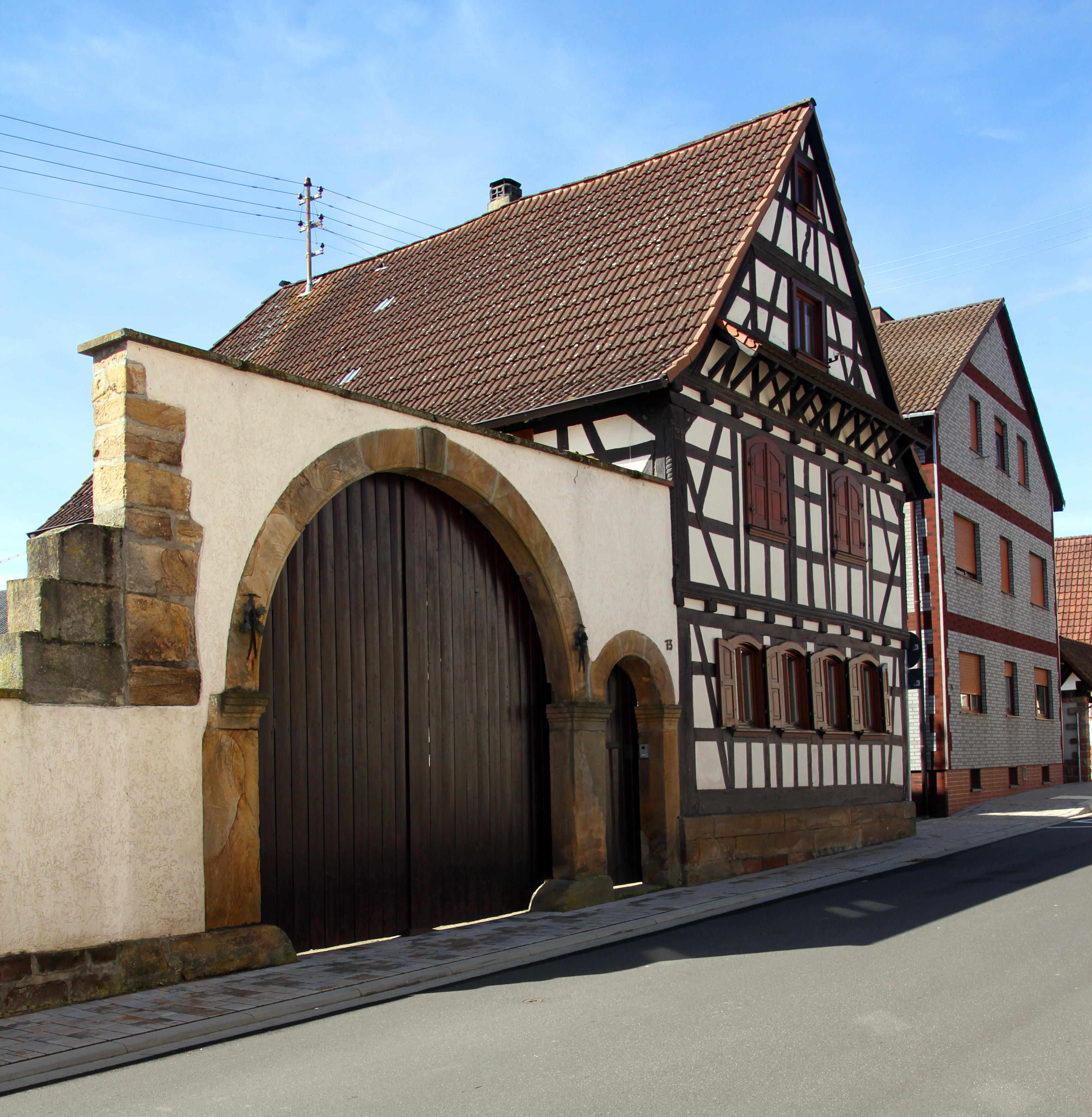
Ferme typique
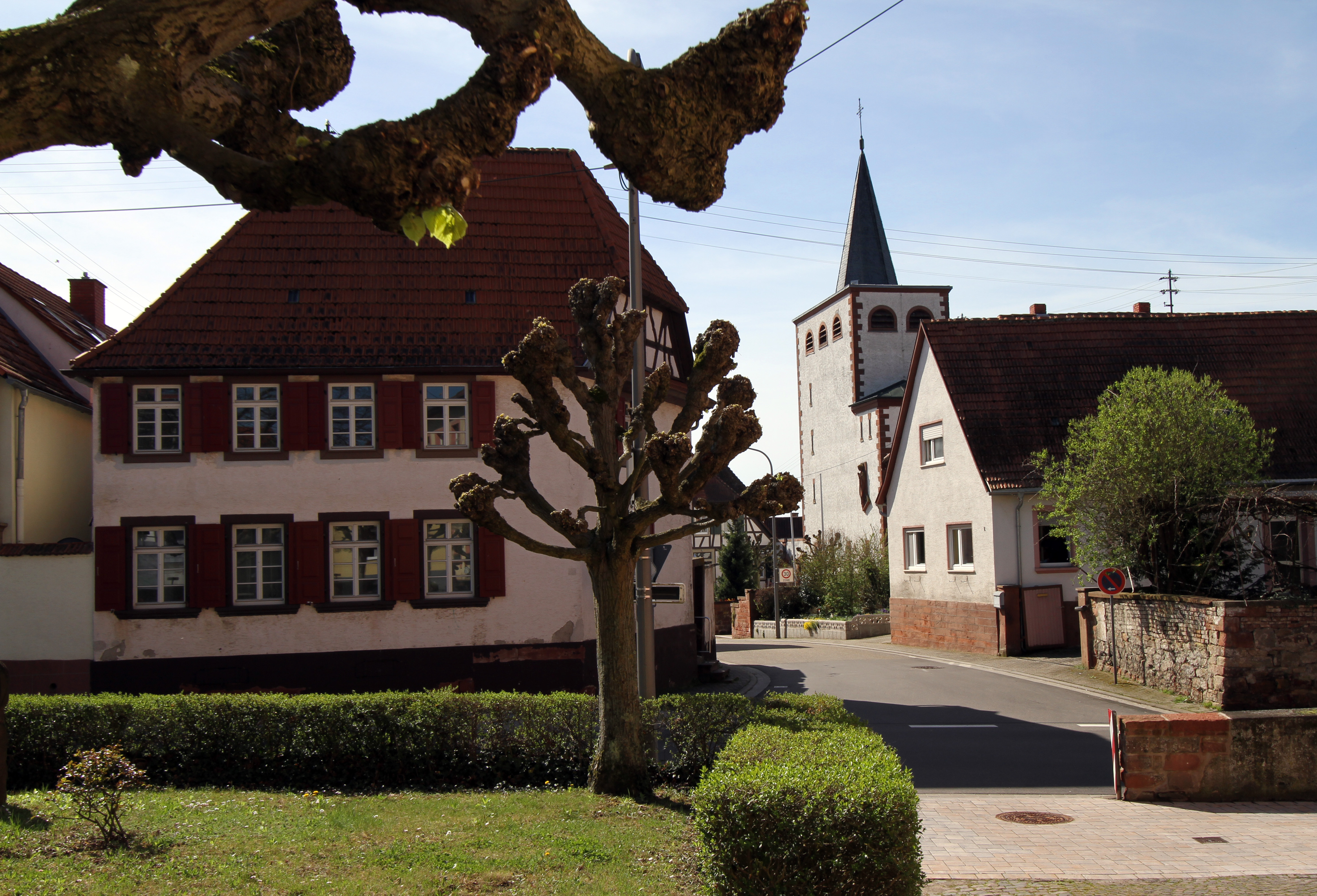
Église St. Laurentius
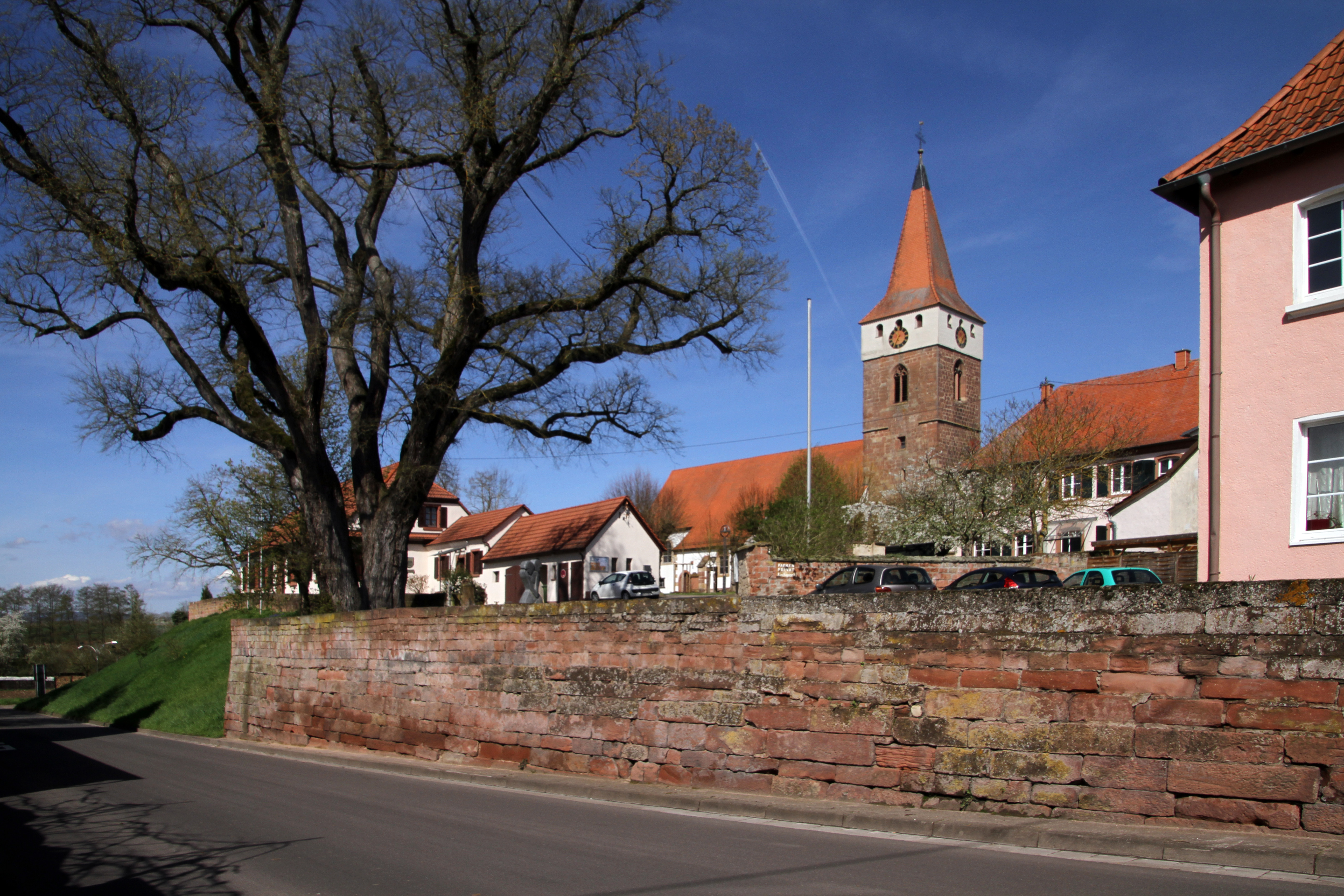
Église protestante